# ويليام تيت
ويليام تيت  (بالإنجليزية: William Tite)‏أو السير ويليام تيت (فبراير 1798 – 20 أبريل 1873) كان المهندس المعماري الإنجليزي الذي شغل منصب رئيس المعهد الملكي للمعماريين البريطانيين. ارتبط بشكل خاص بمباني لندن المختلفة، مع محطات السكك الحديدية ومشاريع المقابر. كان عضوا في البرلمان من عام 1855 حتى وفاته .

## معرض صور

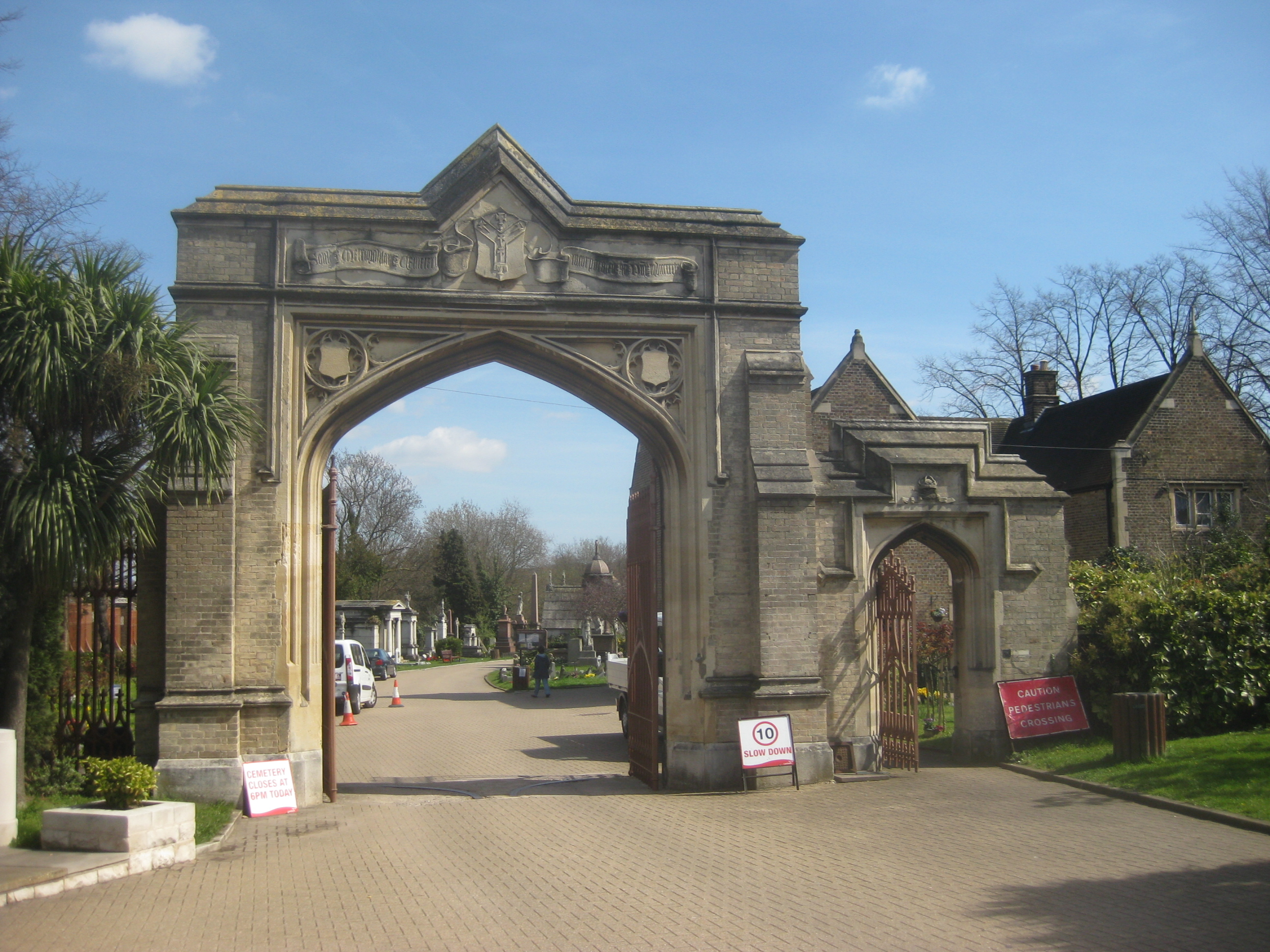
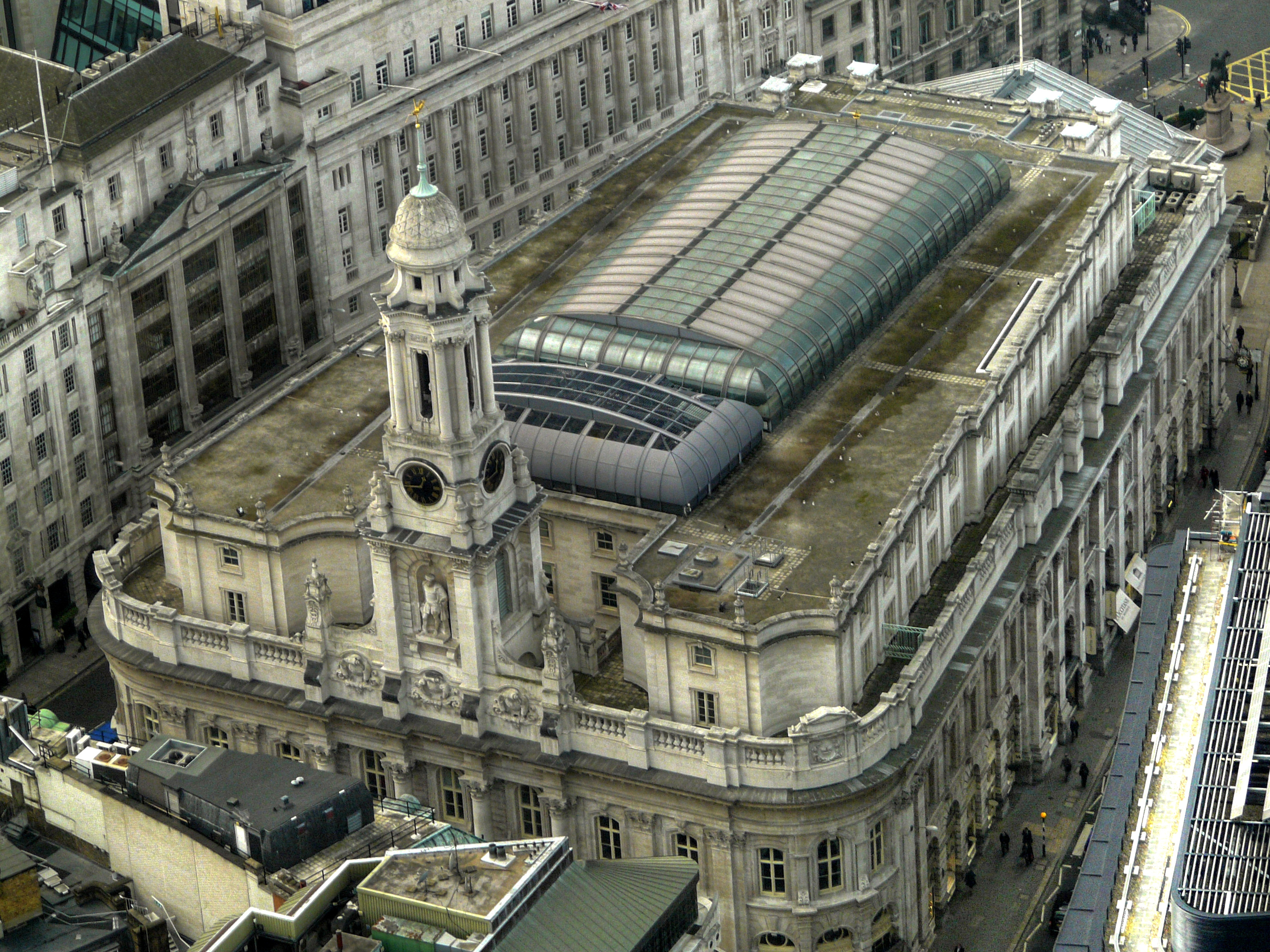
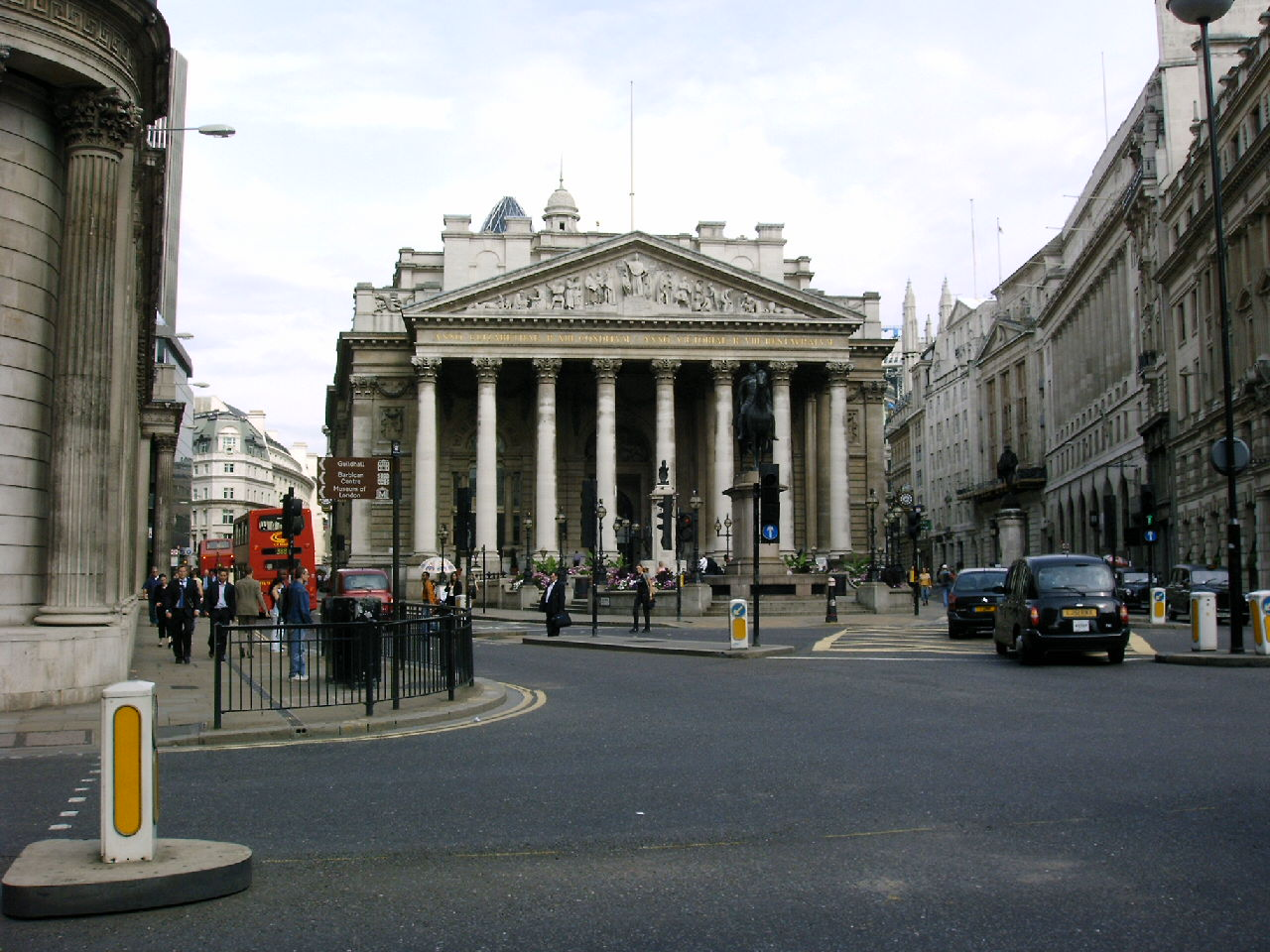
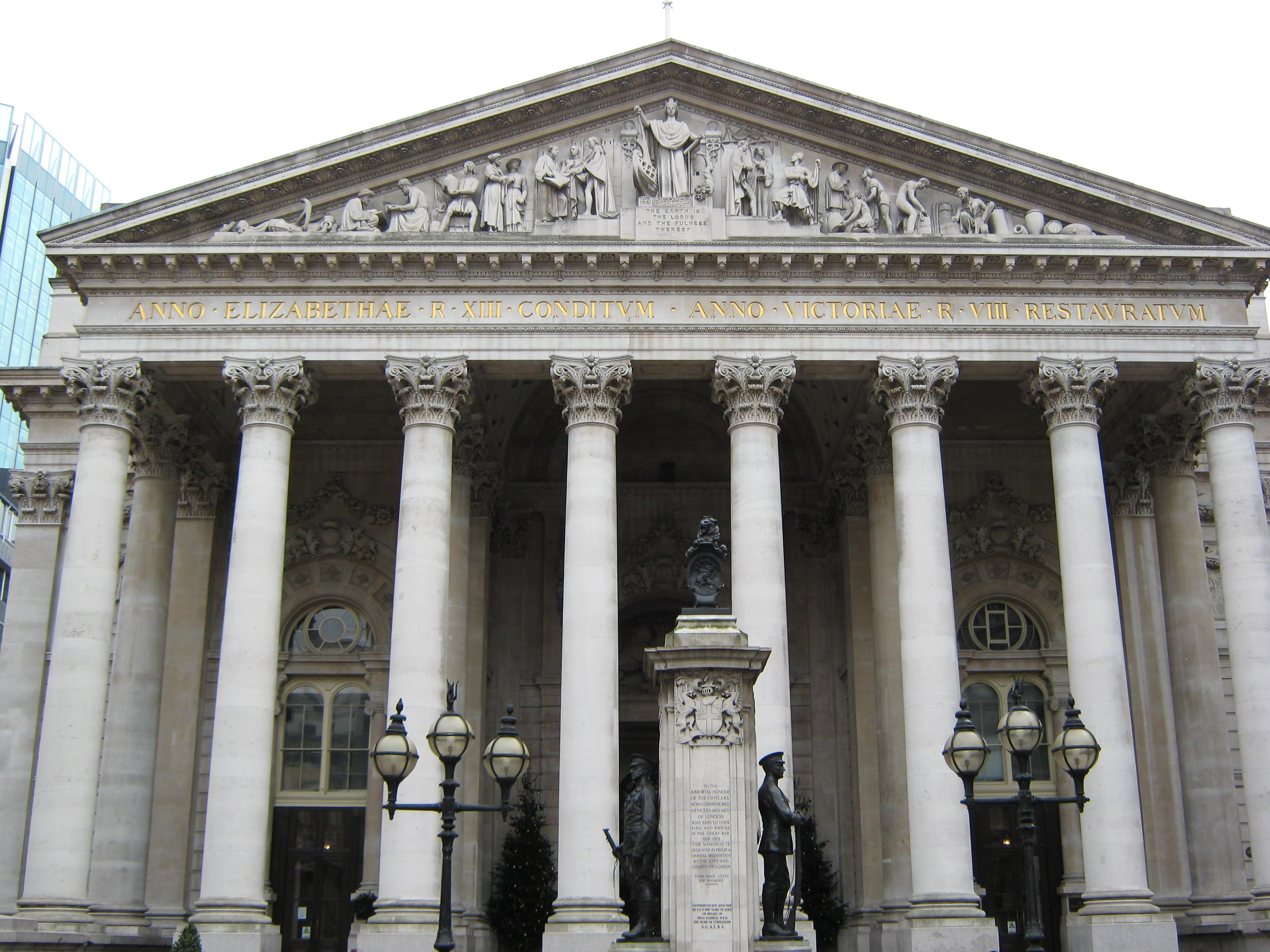

## روابط خارجية
- Hansard 1803–2005: contributions in Parliament by William Tite
- "Tite, William" . قاموس السير الوطنية. London: Smith, Elder & Co. 1885–1900.
- 41 Lothbury, London & Westminster Bank building, now refurbished as serviced offices
- Friend of West Norwood Cemetery
- Hansard 1803–2005: contributions in Parliament by William Tite